# PictBridge
PictBridge è uno standard industriale messo a punto dalla Camera & Imaging Products Association per la stampa diretta. Permette di inviare le immagini alla stampante direttamente dalla fotocamera, connettendo i due dispositivi senza passare da un computer. Il suo nome formale è Standard of Camera & Imaging Products Association CIPA DC-001 — 2003 Digital Solutions for Imaging Devices.

## Principio di funzionamento
Il collegamento PictBridge è tipicamente realizzato tramite lo standard USB: le stampanti compatibili  dispongono di una porta USB di tipo A collegabile tramite cavo alla porta, tipicamente di tipo Mini-B, della fotocamera. L'utente si serve quindi direttamente del software del dispositivo per selezionare la foto e inviarla alla stampante, il tutto senza l'ausilio di un pc. Oltre che sulle fotocamere, tale tecnologia è disponibile anche su alcuni smartphone e palmari.